# Bể tự hoại

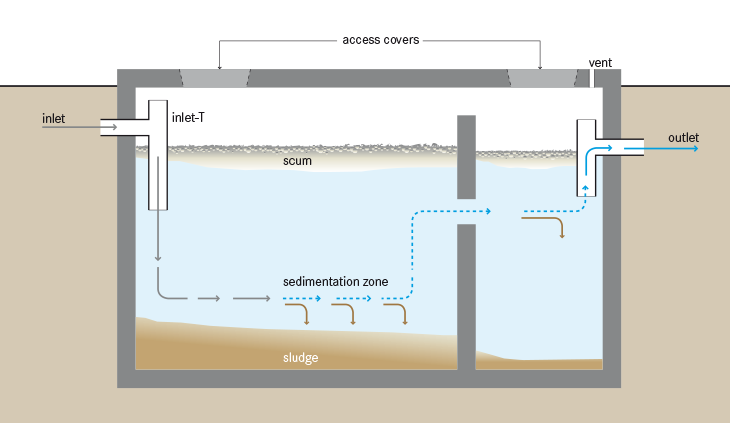
Sơ đồ một bể tự hoại.

Bể tự hoại hay Bể phốt là một phần chính của hệ thống tự hoại. Hệ thống tự hoại là hệ thống xử lý nước thải quy mô nhỏ, thường được áp dụng đối với những vùng cách xa hệ thống xử lý nước thải của nhà nước hoặc các công ty chuyên xử lý nước thải.
Hệ thống tự hoại là một loại phương pháp xử lý nước thải tại chỗ. Ở Bắc Mỹ, khoảng 25% dân cư sinh sống trong các vùng ngoại ô, các thị trấn nhỏ cũng như các vùng nông thôn sử dụng bể tự hoại. Indianapolis là một ví dụ về một thành phố lớn nhưng vẫn còn có bể tự hoại riêng lẻ. Ở châu Âu, nói chung thì bể tự hoại chỉ còn được sử dụng ở các vùng nông thôn. Bể tự hoại cần diện tích tháo nước lớn nên chúng không còn phù hợp với mật độ xây dựng dày đặc ở các thành thị nữa.
Thuật ngữ "tự hoại" liên quan đến quá trình phân hủy do các vi khuẩn kị khí gây ra. Chúng phân hủy và khoáng hóa các chất thải được đưa tới bể tự hoại. Bể tự hoại có thể đi kèm với bộ phận xử lý nước thải tại chỗ như màng lọc sinh học hay hệ thống hiếu khí.
Việc bảo trì phải được tiến hành định kì để loại bỏ chất rắn lắng dưới đáy hầm vì chúng có thể gây đầy hầm và làm giảm hiệu suất xử lý. Theo cơ quan bảo vệ môi trường của Mỹ thì chủ căn nhà phải có trách nhiệm bảo trì hầm tự hoại của mình. Nếu như không tuân thủ thì họ phải chịu chi phí rất đắt để để sửa chữa khi hầm bị đầy và khi xảy ra sự cố tắc nghẽn hệ thống dẫn dòng thải.

## Mô tả

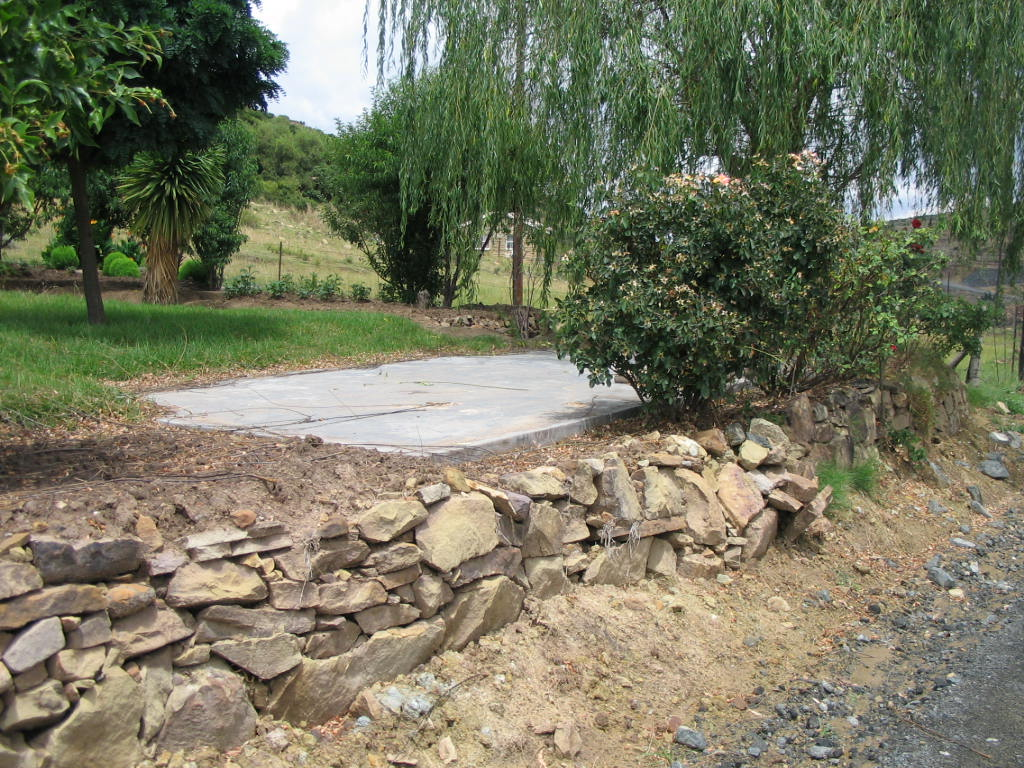
Bể tự hoại ngầm ở Lesotho, với các tấm bê tông che.

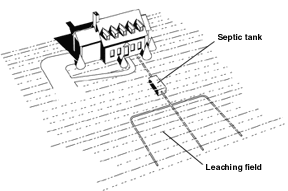
Bể tự hoại và đường ống

Một bể tự hoại bao gồm một hoặc nhiều khoang chứa được làm bằng bê tông hoặc nhựa với dung tích từ 4000 đến 7500 lít. Cuối mối khoang có một đầu ống dẫn nước thải nhỏ rồi sau đó nối với ống dẫn vào một hầm rút. Chúng được nối với nhau bằng đầu nối chữ T để đảm bảo chất lỏng đi vào và ra dễ dàng không bị bám dính trên bề mặt. Ngày nay người ta thiết kế mỗi khoang chứa sừ dụng kết hợp hai ngăn mỗi ngăn có một lỗ thoát và được ngăn giữa bởi vách ngăn nằm giữa đáy và nắp khoang chứa. Khi chất lỏng chảy vào ngăn thứ nhất tại đây chất rắn tự lắng xuống và xuất hiện lớp váng bọt nổi lên. Chất rắn bị lắng xuống sẽ bị phân hủy kị khí. Sau khi ngăn thứ nhất đầy thì chất lỏng sẽ tràn lên ngăn thứ hai nằm bên trên, quá trình lắng đọng tiếp tục diễn ra và lượng nước thừa tràn ra sau khi đầy ngăn thứ hai sẽ được dẫn vào hầm rút. Quá trình thấm nước tại  hầm rút phụ thuộc vào lỗ hổng của đất tại khu vực xây dựng. Cần tiến hành thí nghiệm thấm nước để đảm bảo sự thoát nước của đất tại khu vực dự định thi công.
Chất dơ bẩn còn lại trong nước ra hầm rút sẽ bị giữ lại và loại trừ trong đất nhờ vào quá trình bốc hơi, sự hấp thụ của rễ thực vật hoặc sự tiếp nhận của nước ngầm và nước mặt. Một hệ thống ống được lắp đặt trong các rãnh được phủ đầy bởi đá có nhiệm vụ tháo nước ra môi trường thông qua các lỗ tháo nước. Kích thướt của hầm rút tỉ lệ thuận với lượng nước cần tháo ra và tỉ lệ nghịch với độ lỗ hổng của hầm rút. Toàn bộ hệ thống tự hoại có thể vận hành nhờ trọng lực, đối với những nơi phụ thuộc vào địa hình thì có thể sử dụng thêm máy bơm. Để thiết kế hệ thống tự hoại chắc chắn cần có thêm ống xiphon hoặc thiết bị khác cùng chức năng để tăng thể tích cũng như tốc độ dòng chảy đến hầm rút. Điều này giúp cho hệ thống ống tháo khô luôn trọng trạng thái đầy nước và kéo dài tuổi thọ của đường ống vì nó hạn chế được quá trình tắc nghẽn.
Nếu hệ thống tự hoại được thiết kế tốt với bê tông, sợi thủy tinh hoặc nhựa thì chúng có thể có tuổi thọ lên đến 50 năm.
Hầm cầu 3 ngăn có cấu tạo gồm:
Ngăn chứa: Là ngăn chứa chất thải sau khi được xả từ bồn cầu xuống và phân huỷ thành bùn ngăn này. Ngăn này chiếm ½ diện tích hầm.
Ngăn lọc: Có diện tích là ¼ hầm và có công dụng là chứa các chất thải lơ lửng còn lại khi chúng đã phân huỷ bên ngăn chứa.
Ngăn lắng: Có diện tích là ¼ hầm và là nơi chứa các chất thải rắn với tầng trên là lớp nước trong và di chuyển các chất thải rắn này ra ngoài.

## Tháo rút bể tự hoại

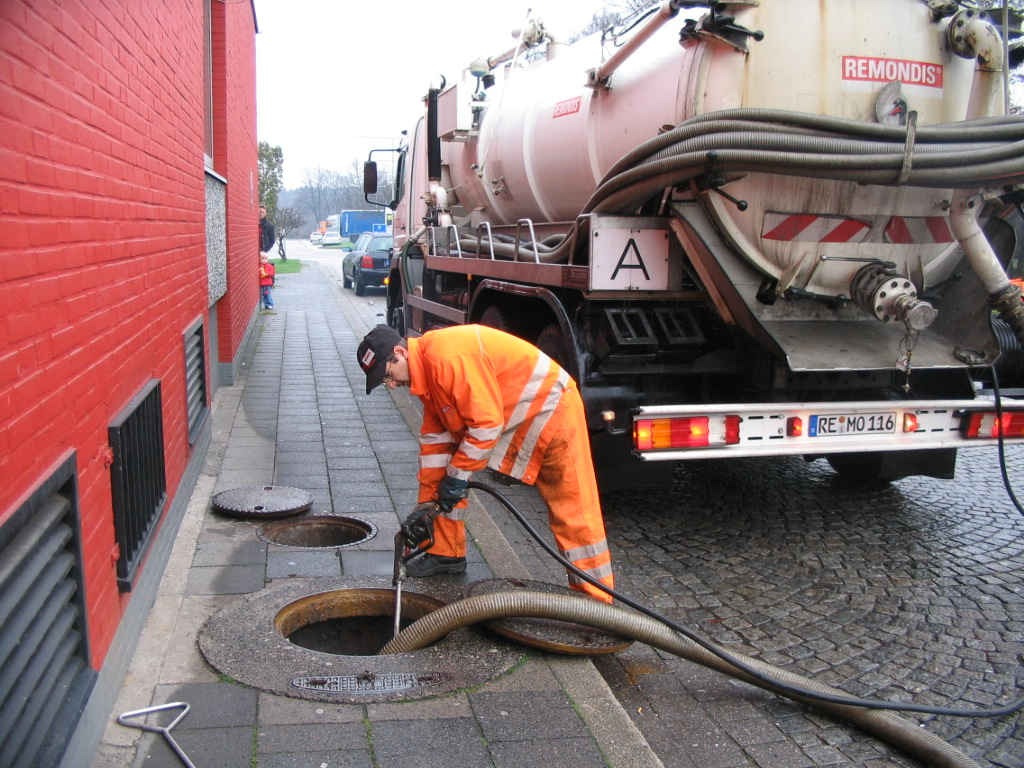
Một chiếc xe tải chân không dùng để hút bể tự hoại ở Đức

Phần chất thải không phân hủy kị khí cần được tháo rút khỏi bể tự hoại. Nếu không chúng sẽ làm đầy bể tự hoại và khi đó làm cho phần nước thải chứa các chất chưa bị phân hủy bị chảy tràn ra hầm rút và xả ra môi trường. Điều này không những làm cho ô nhiễm môi trường mà còn làm ách tắt hệ thống ống xả và bịt kín các lỗ rỗng trong hầm rút giảm hiệu suất tháo khô.
Lượng bùn lắng trong bể tự hoại sẽ được bơm vào một xe tải chuyên dụng. Lượng bùn lắng đọng phụ thuộc vào lượng chất thải đầu vào, đặc điểm của chất thải đầu vào cũng như nhiệt độ trong bể tự hoại (sự phân hủy kị khí thường hiệu quả khi môi trường có nhiệt độ cao). Một vài bể tự hoại phải tháo cặn thải vài năm một lần, số khác có thể lâu hơn khoảng 10-20 năm. Các hệ thống cũ với nhiều người sử dụng cần bơm cặn thải nhiều hơn hệ thống mới. 

## Bảo trì

### Hành vi của người sử dụng
Cũng giống như bất kì một hệ thống nào thì hệ thống tự hoại cần được bảo trì. Trách nhiệm này thuộc về chủ sở hữu tuy nhiên trong một vài trường hợp hành động của họ ảnh hưởng đến hoạt động của bể tự hoại.
Hành vi của người trong quá trình sinh học:
- Lượng dầu ăn đã qua sử dụng đổ xuống hầm lâu ngày sẽ làm ngẵn ống dẫn. Dầu mỡ rất khó bị phân hủy, chúng sinh ra các mùi khó chịu và khó khăn trong công việc tháo cặn định kì.
- Việc vứt các loại rác thải không bị phân giải sinh học như tàn thuốc lá, các miếng gạt bông, băng vệ sinh phụ nữ, tóc giả…sẽ làm cho tắc nghẽn đường ống và làm đầy nhanh chóng bể tự hoại.
- Đổ thức ăn thừa vào toilet sẽ làm quá tải lượng chất thải đưa vào bể tự hoại[9].
- Bỏ những chất hóa học bền vững có thể gây hại đến thành phần làm hậm tự hoại hoặc tiêu diệt các vi sinh vật kị khí như thuốc trừ sâu, thuốc diệt cỏ, chất tẩy trắng, xút ăn da, sơn,…

### Một số nhân tố khác
- Rễ cây ăn sâu xuống hầm rút cản trở quá trình rút nước. Rễ cây có thể đâm xuyên qua bể tự hoại bằng bê tông khi chúng đã trải qua thời gian dài thông qua các vết nứt và lỗ hổng trên thành hầm. Rễ cây có thể phát triễn mạnh mẽ hơn khi chúng được tiếp xúc với các chất dinh dưỡng có trong bể tự hoại.
- Các sân chơi và nhà kho gây ảnh hưởng đến bể tự hoại.
- Lượng nước thải qua hầm rút đôi khi quá tải ảnh hưởng đến tuổi thọ của hầm nên cần phải được kiểm tra thường xuyên.
- Các trận mưa lớn,bão tuyết hay lũ lụt sẽ gây cản trở quá trình tháo khô, nước bên ngoài sẽ tràn ngược vào trong bể tự hoại. Gương nước ngầm tăng cao cũng làm ảnh hưởng đến quá trình tháo khô.
- Theo thời gian thì màng sinh học sẽ phát triển và gây ra tắc nghẽn đường ống.

### Bổ sung vi sinh vật vào hầm tự hoại
Bổ sung thêm vi sinh vật vào bể tự hoại để tăng cường quá trình phân hủy sinh học giảm lượng bùn cặn và hạn chế mùi hôi. Tuy nhiên giá thành cao là một hạn chế của việc bổ sung vi sinh vật vào bể tự hoại. Ước tính trong năm 2011 có khoảng 1200 hệ thống tự hoại bổ sung thêm vi sinh vật trên thị trường nhưng rất  ít được chú ý.

### Các sản phẩm ảnh hưởng đến an toàn của bể tự hoại
Chất tẩy có thể can thiệp vào hệ thống và tiêu diệt các vi khuẩn cần thiết trong hệ thống tự hoại. Hệ thống xử lý nước thải không được thiết kế để trung hòa một loạt các hóa chất thải ra từ sinh hoạt và khối lượng lớn các chất tẩy rửa tan trong nước, chất tẩy và dung môi được thiết kế thông hệ thống tự hoại có thể gây tổn hại cho các vi sinh vật tự hoại mà phá vỡ các chất rắn và có thể làm ô nhiễm nguồn nước sinh hoạt.

## Các vấn đề về môi trường
Hệ thống tự hoại được bảo trì tốt và được xây dựng tại vị trí thích hợp sẽ ít gây ra các vấn đề về môi trường. Nhưng trong một vài trường hợp xây dựng tại các vị trí không phú hợp sẽ  phát sinh một số vấn đề.

### Mùi hôi và phát thải khí gas
Một vài thành phần trong chất thải đặc biệt các thành  phần chưa gốc sunfat trong điếu kiện phân hủy kị khí chúng sẽ sinh ra khí hydro sulfide là khí độc và có mùi trứng thối. Khí metan cũng được sinh ra. Các hợp chất chứa gốc nitrat và hữu cơ sẽ phát sinh ra ammoniac. Quá trình phân hủy kị khí còn sản sinh ra khí cacbonic.

### Chất dinh dưỡng
Chất dinh dưỡng tù hầm rút theo dòng nước đi ra sông có thể gây ra hiện tượng tảo nở hoa. Để ngăn chặn hiện tượng trên có thể sử dụng công nghệ để cắt giảm lượng chất dinh dưỡng hoặc đơn giản hơn là xây dựng hầm rút ở những nơi có khả năng cản trở nước ở hầm rút thấm trực tiếp vào mạch nước.
Quá trình lên men kị khí xảy ra trong bể tự hoại có thế oxy hóa khử yếu, do đó phophat tồn tại ở dạng hòa tan. Khi đó chúng sẽ hòa tan và theo dòng nước từ thấm rút thấm ra ngoài, chúng sẽ giúp cho thực vật phát triển nhanh chóng và có thể gây ra hiện tưởng tảo nở hoa kể cả loại tảo độc: cyanobacteria.
Thường thì đất có đủ khả năng chứa được lượng phosphat sinh ra từ bể tự hoại. Nhưng đối với trường hợp đất cát hoặc đất có thành phần hạt thô và kế bên mạch nước. Chúng sẽ bị bão hòa phosphat và đe dọa với nước mặt.

### Ô nhiễm nước ngầm
Tại những nơi có mật độ lổ rỗng cao, quá trình ô nhiễm nước ngầm có thể xảy ra. Điều này làm cho một vài thị trấn nhỏ đang đối mặt với chi phí cao khi xây dựng các khu xử lý chất thải tập trung. Để cắt giảm vấn đề dân cư sẽ làm tăng nhu cầu xây dựng các khu xử lý tập trung, việc tạm hoãn xây dựng và giới hạn về tài sản bị lạm dụng. Sử dụng bể tự hoại có thể có ích trong thời thời gian tạm hoãn tuy nhiên nó cũng chỉ là giải pháp tình thế và cần có giải pháp hiệu quả hơn khi mật độ dân số tăng lên.

### Ô nhiễm nước mặt
Những vùng nằm gần với nguồn nước nuôi cá, tôm cua, những hệ thống tự hoại bị hư hại có khả năng gây ô nhiễm ảnh hưởng đến năng suất thu hoạch. Ở bang Oasinhton Mỹ, cục bảo vệ tôm cua hoặc cục nước sạch được thành lập bởi các hạt để bảo vệ chất lượng nước và tài nguyên đất ven biển. Cục cung cấp máy, thiết bị để gây quỹ phục vụ công tác kiểm soát chất lượng nước của những điểm có khả năng gây ô nhiễm, ví dụ sự bảo trì bể tự hoại. Cục còn tuyên truyền giáo dục rằng nguồn ô nhiễm có thể gây hại đến môi trường sống của tôm cua.

## Các quy định

### Khối liên minh châu Âu
Trong khối liên minh châu Âu, tiêu chuẩn EN 12566 quy định các yêu cầu về phương pháp xử lý nước thải hộ gia đình.
Phần 1 của tiêu chuẩn quy định về bể tự hoại làm sẵn hoặc nhà máy sản xuất và được làm bằng poly etilen, thủy tinh được tăng cường polyester, poly propylene, PVC-U, thép hoặc bê tông. Phần 4 của tiêu chuẩn quy định về bể tự hoại được lắp ghép từ những phần làm sẵn bằng bê tông. Một bể tự hoại đạt chuẩn phải trải qua thí nghiệm về thủy lực để đảm bảo khả năng chứa chất rắn lơ lửng bên trong. Ngoài ra, còn đánh giá sự phù hợp của thiết kế hầm từ hoại trong điều kiện của vùng trong trạng thái đầy nước, hiệu quả xử lý, ứng xử của thiết kế.

### Pháp
Tại pháp khoảng 4 triệu hộ gia đình (khoảng 20% dân số) sử dụng hệ thống xử lý nước thải thải tại chỗ trong đó bao gồm bể tự hoại. Chuẩn xây dựng về kết cấu cũng như quy định về bảo trì ra đời năm 1992 và được sửa đổi bổ sung vào các năm 2009 và 2012 mở rộng ra yêu cầu về kĩ thuật áp dụng với hệ thống xử lý quy mô hộ gia đình. Bể tự hoại ở Pháp chịu sự kiểm tra của SPANC (Service Public d’Assainissement Non Collectif), một hội đồng chuyên môn được chính quyền chọn ra để thi hành luật thu gom nước thải, ít nhất là 4 năm một lần. Trong lời giới thiệu của tiêu chuẩn EC 12566, hành vi xả thải trực tiếp ra kênh rạch, sông suối bị nghiêm cấm.

### Ireland
Theo cục điều tra dân số Ireland, 27.5% dân số Ireland(khoảng 444.000 hộ gia đình) đa phần ở nông thôn sử dụng bể tự hoại.
Theo quyết định của tòa án châu âu thì Ireland đã không tuân thủ các hướng dẫn cơ bản về chất thải liên quan đến chất thải sinh hoạt được tùy ý sử dụng ở tại nông thôn, năm 2012 luật về nước được thông qua quy định về nước thải không trực tiếp kết nối với hệ thống xử lý nước thải công cộng và cung cấp các thủ tục để đăng ký và kiểm soát hệ thống xử lý nước thải sinh hoạt quy mô hộ gia đình.
Một chương trình thực tập được bởi cơ quan bảo vệ môi trường phát triển để quy định về quy hoạch và xây dựng mới bể tự hoại, hệ thống xử lý thứ cấp, hầm rút, hệ thống lọc. Ở Ireland, hành vi xả nước thải trực tiếp từ ống nhánh trong hầm rút ra nước ngầm bị cấm trong khi nước thải gián tiếp thông qua tầng đất cái nhờ hầm rút được cho phép nhưng phải có giấy phép của cơ quan ô nhiễm nước. Hệ thống tự hoại đăng ký phải được desludged bởi một nhà thầu ít nhất trong một năm.

### Vương Quốc Anh
Ở Anh và xứ Wale, từ năm 2012 thì chủ sỡ hữu tài sản phải đăng ký sử dụng bể tự hoại hoặc các hệ thống xử lý chất thải nhỏ hơn và một là đệ trình để xin phép hoặc là khẳng định với cơ quan môi trường. Giấy phép cần phải được cấp cho hệ thống xả thải dựa trên một khối lượng nhất định, trong một thời gian nhất định hoặc nước thải xả trực tiếp vào khu vực nhạy cảm. Nói chung là ở đây không cho phép hành vi xả thải trực tiếp vào nước mặt.
Ở Bắc Ireland, thì cơ quan môi trường phải cho phép tất cả nước thải đến nơi mà chúng sẽ chảy ra sông hoặc thấm vào đất. Chất lượng và số lượng xả thải phải được thông qua để đảm bảo khả năng tự xử lý của nước mặt và nước ngầm.